# Pierre Érard
Pierre Érard (Jean Baptiste Pierre-Orphée Érard) est un facteur de pianos et de harpes à la tête des pianos Érard après son oncle Sébastien Érard leur fondateur auquel il succède, né au 13 rue de Mail à Paris le 1er germinal an II (10 mars 1794), mort au château de La Muette à Passy le 16 août 1855,. Il prend la suite de son oncle en tant que facteur officiel du roi sous la Restauration et la Monarchie de juillet, charge qu'il partage à cette époque avec ses concurrents Ignace Pleyel ainsi que son fils et successeur Camille.

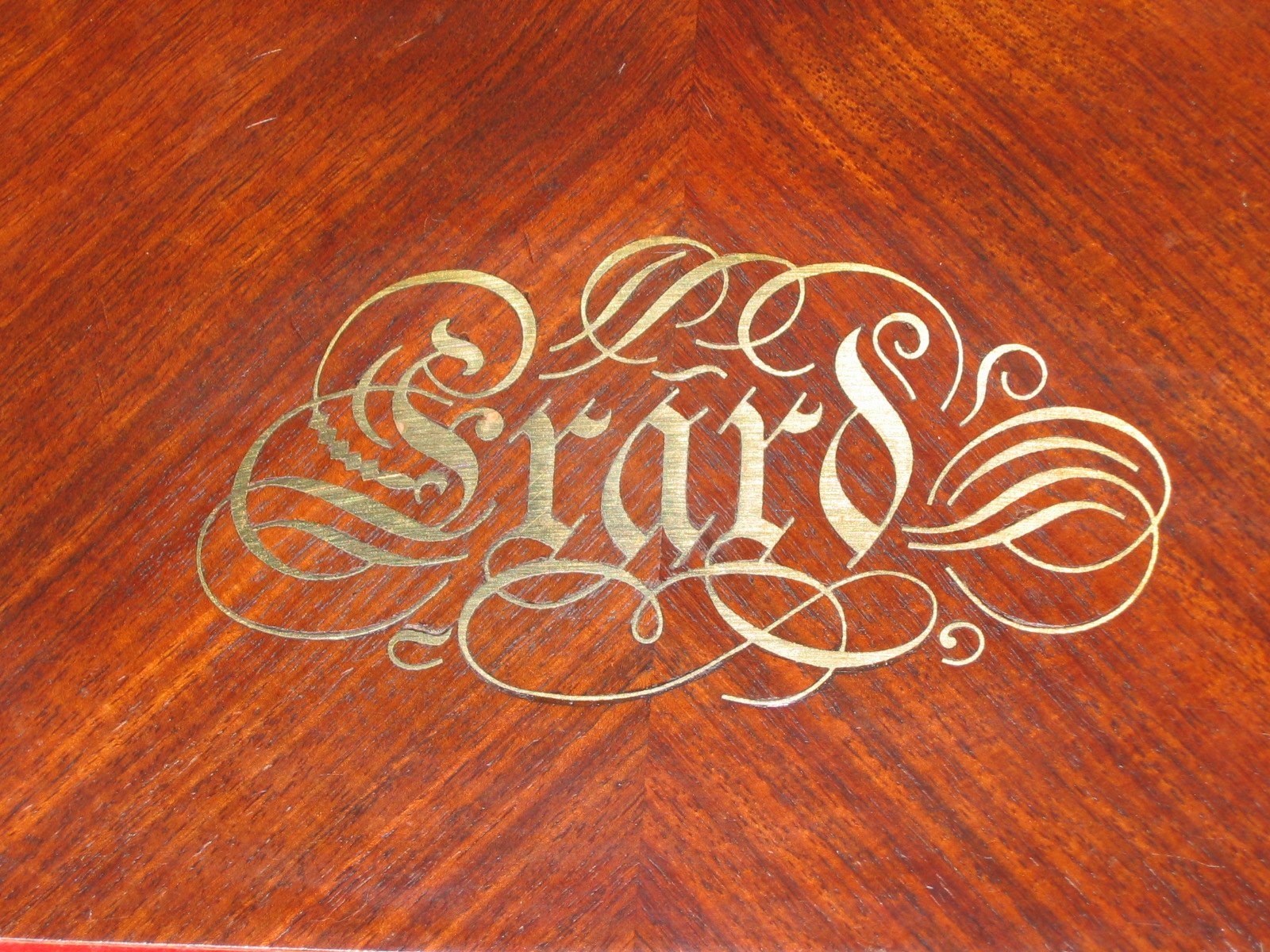
La marque Érard.

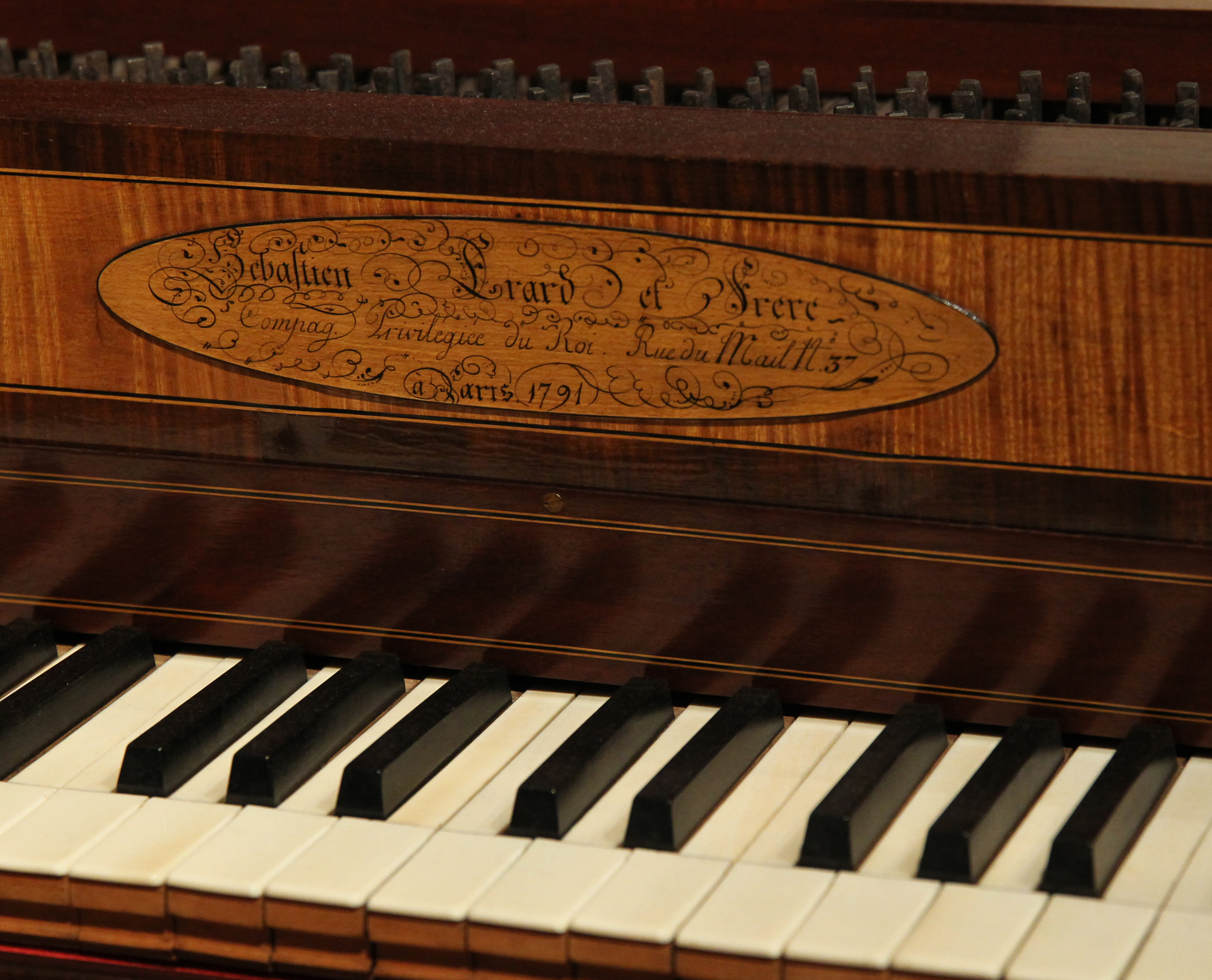
Piano Sébastien Érard et Frère de 1791, marque avec le « Privilège du Roi ».

## Biographie
Pierre Érard, prénommé Orphée sur son acte de naissance à une date où durant la période de la Terreur de la Révolution française les prénoms de saints étaient bannis, renommé Pierre, est le neveu de Sébastien Érard, fils de son frère Jean-Baptiste.
Après des études de musique et de langue anglaise, il part à Londres en 1794 où il dirige pendant 15 ans la manufacture de pianos et de harpes fondée par son oncle avec qui il entretient une correspondance suivie par laquelle il rend compte de ses activités.
Il hérite en 1831 l’ensemble des biens de son oncle célibataire sans enfant, comprenant le château de La Muette avec son parc et une importante collection de tableaux, et prend la succession de l’entreprise.

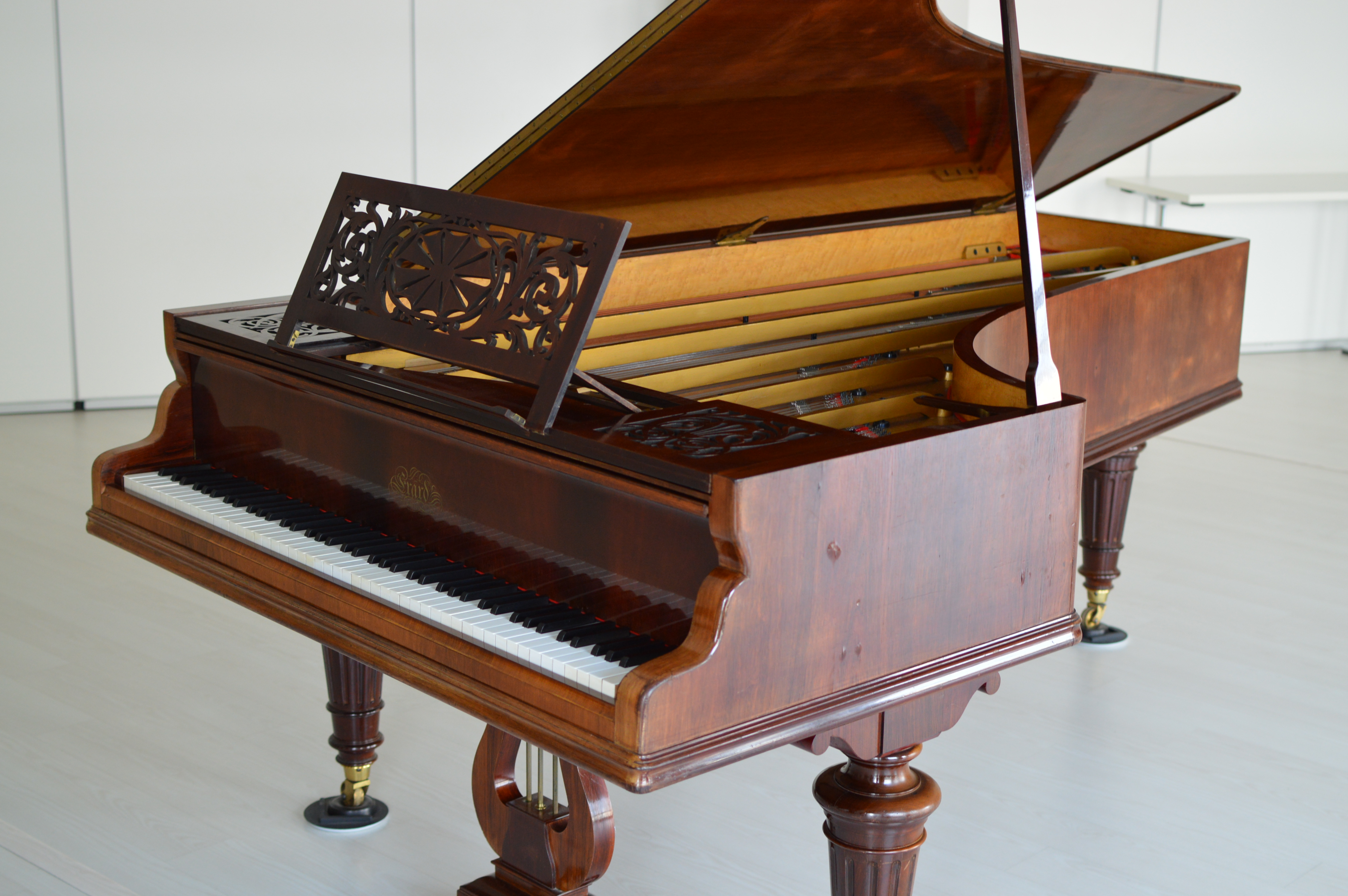
Piano grand queue de concert Érard de 1907,.

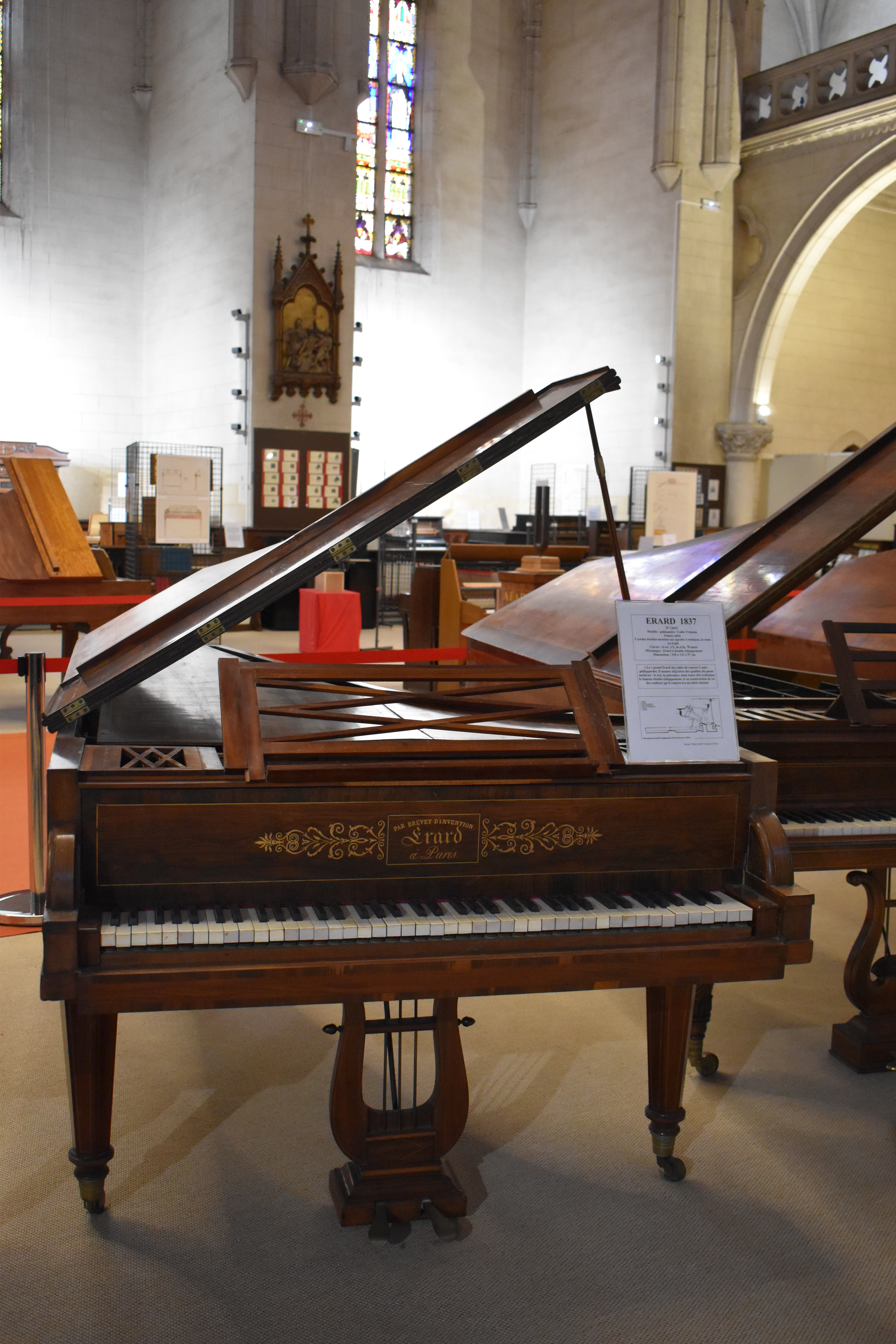
Piano à queue Érard de 1837.

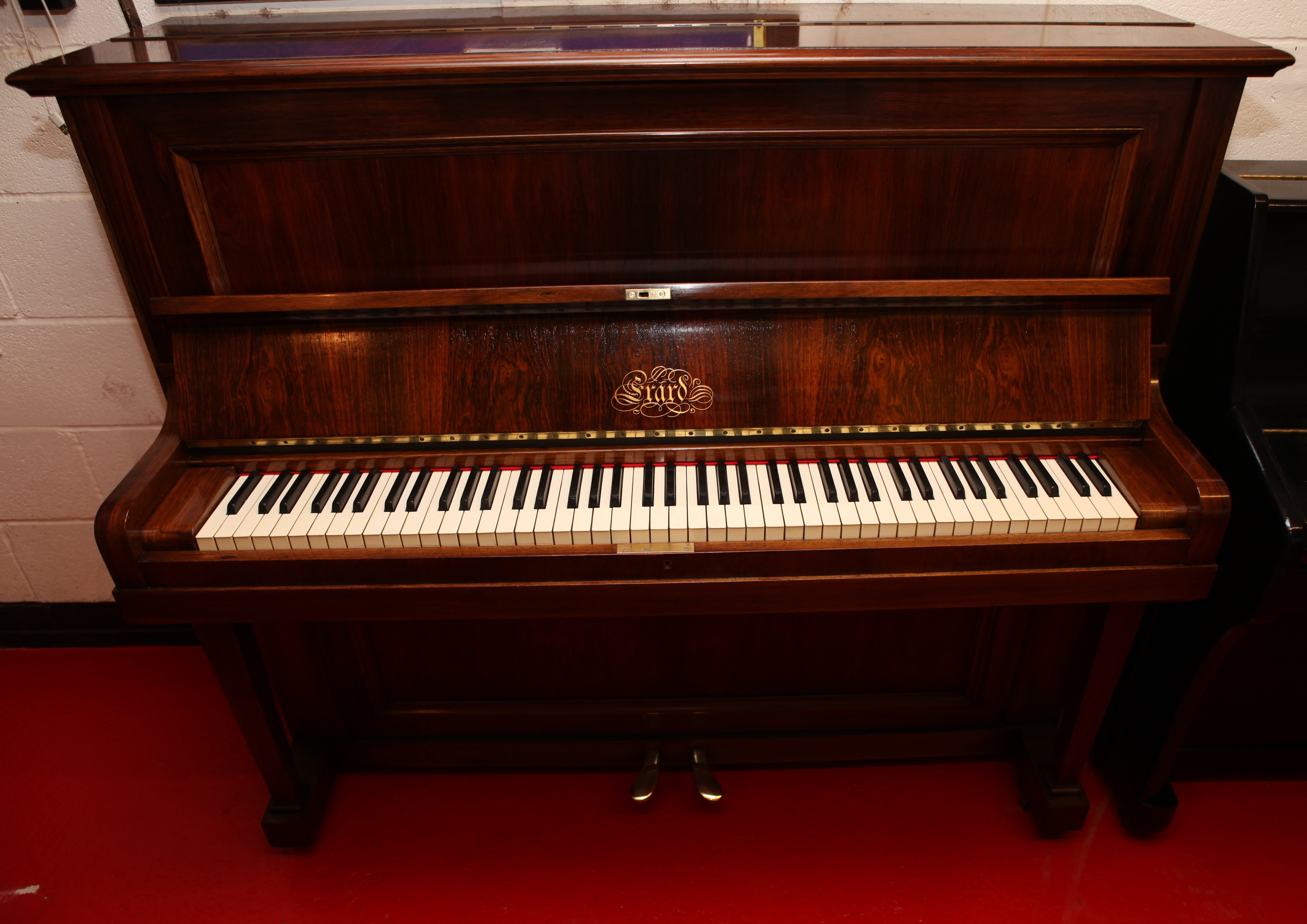
Piano droit Érard.

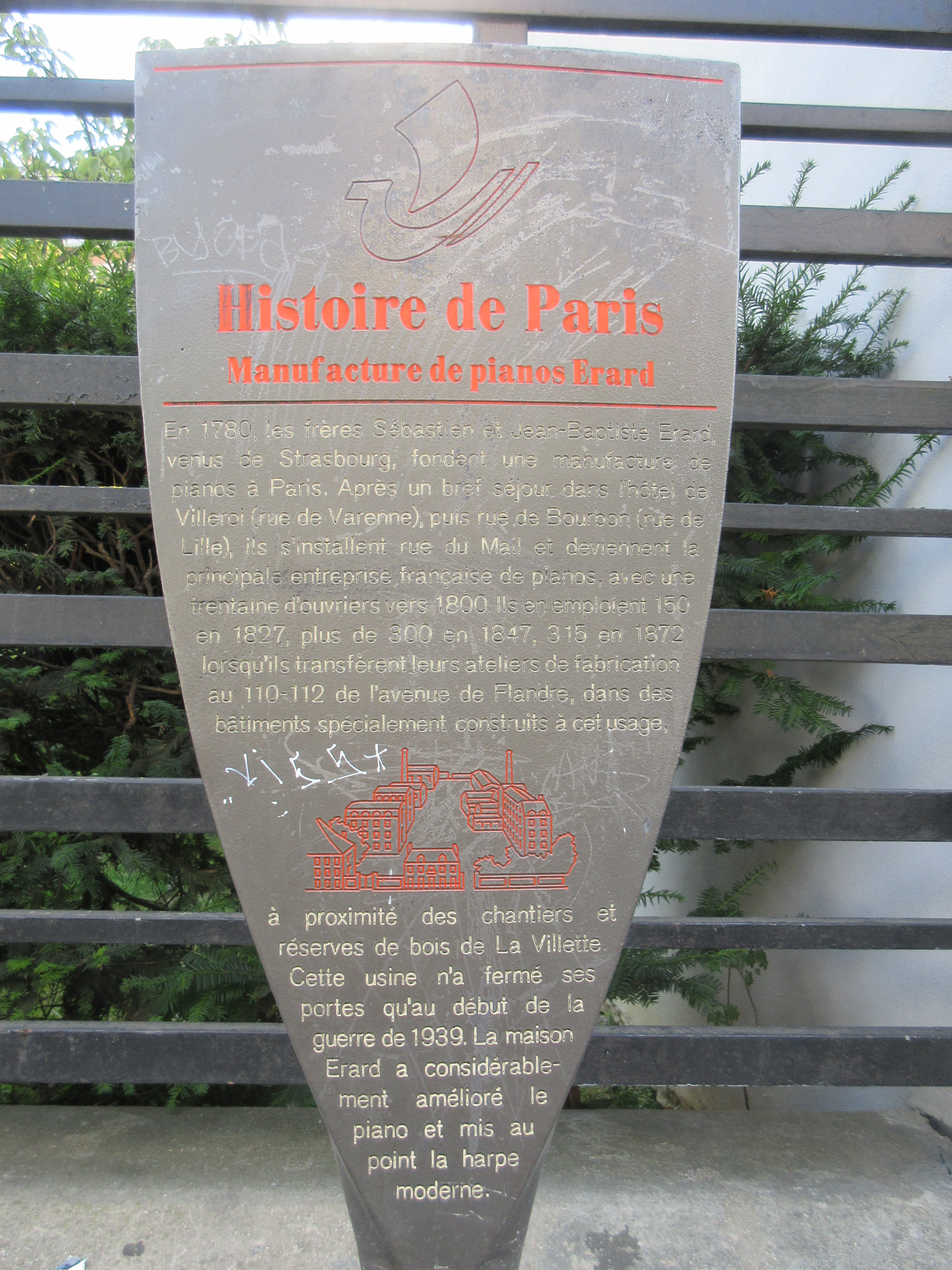
Panneau Histoire de Paris « Manufacture de pianos Érard ».

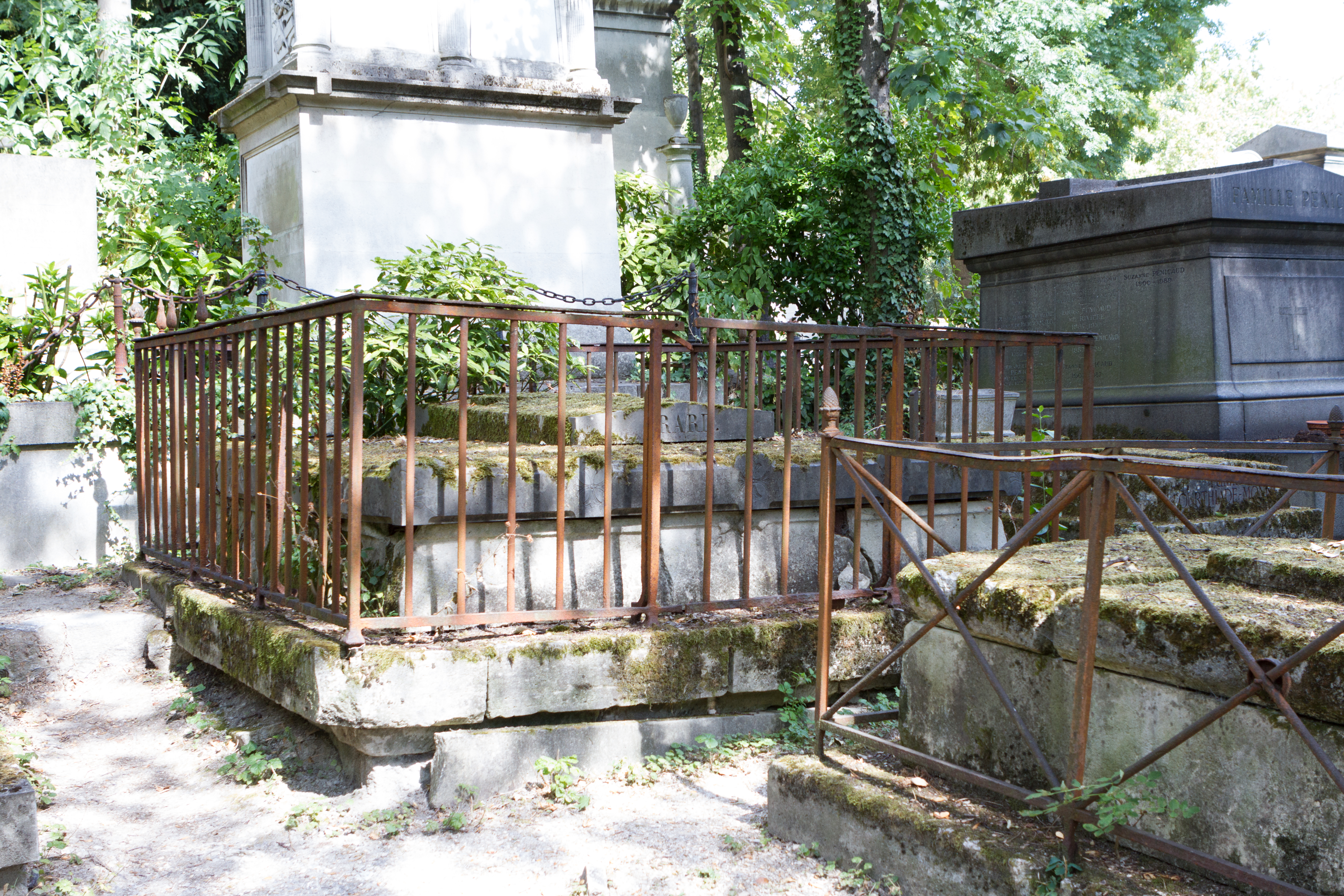
La tombe familiale au cimetière du Père-Lachaise

Le marasme économique du début des années 1830 et le paiement des droits de succession en France et en Angleterre l’amènent à vendre la collection de tableaux de son oncle et  à mettre en location le château de la Muette au docteur Guérin qui y établit une clinique orthopédique.
L’amélioration de la situation de l’entreprise lui permet d’y revenir après son mariage en 1838 à l’expiration du bail.
Il y vit avec son épouse Camille, née Février, ses trois tantes (sœurs non mariées de son oncle), sa sœur Céleste et son époux (le compositeur Spontini).
Il est fait Chevalier de la Légion d’honneur en 1834, Officier en 1851.
Le développement de la manufacture le conduit à ouvrir en 1844 des annexes aux 3 et 87 rue Saint-Maur-Popincourt actuellement rue Saint-Maur.
Ses pianos obtinrent deux médailles à l’'Exposition universelle de Londres de 1851, étant reconnus par test en aveugle (marque cachée) les meilleurs de ceux présentés.
Il acquiert en 1853 la petite Muette, partie séparée de l'autre aile du château par la destruction du corps central en 1793. À cette époque, une partie du parc est entamée par le chemin de fer d’Auteuil qui le sépare de la fraction du domaine située à l’est de la ligne (actuellement entre le sud du boulevard Émile-Augier et de la rue de la Pompe). Les travaux de construction de la voie ferrée à proximité immédiate du château le contrarient à un moment où il commence à perdre la raison.
Il meurt, sans enfant, en 1855 de la maladie d’Alzheimer qui n’était pas nommée à cette époque, décrite ainsi dans la notice nécrologique publiée dans La France musicale du 2 septembre 1855.

« Sa tête s'était affaiblie, et il ne reconnaissait plus ses amis. […]
Le cœur bat, mais la tête ne pense plus; une ombre couvre les yeux, toute l'intelligence s'en va; le sentiment de ce qu'on a été, de ce qu'on est, de ce qu'on vaut, s'en va aussi; on n'est plus qu'un flambeau sans flamme dont les dernières lueurs vont se perdre une à une dans les nuages de l'éternité. […]
Bientôt une exaltation fiévreuse envahit son cerveau fatigué; on s'aperçut que par moments sa tête se perdait dans les plus étranges divagations; on dut l'empêcher de s'occuper des affaires de sa fabrique.
Ses amis allaient le voir, et il leur tenait les plus singuliers discours. Pour ceux qui arrivaient là sans se douter de la gravité de sa situation, c'était un spectacle bien affligeant. 
Sa famille ne l'abandonnait point un moment; les ouvriers, les contre-maîtres, les employés, pour lesquels il avait eu toujours une affection paternelle, ne laissaient point passer un jour sans s'informer de son état; mais, hélas, on ne voyait que trop les ravages que la douleur creusait sur sa physionomie. 
Ses yeux étaient sans cesse plongés dans l'égarement, et durant les derniers mois, ses jambes affaiblies ne pouvaient plus soutenir son corps. Il avait des hallucinations continuelles. »